# Jeanne Fallières
Pour les articles homonymes, voir Fallières.
Jeanne Fallières, née Jeanne Bresson le 24 mai 1849 à Nérac (Lot-et-Garonne) et morte le 29 septembre 1939 à Mézin (Lot-et-Garonne), est une personnalité féminine française, épouse d'Armand Fallières qui est le neuvième président de la République française du 18 février 1906 au 18 février 1913.

## Biographie
Jeanne Bresson est la fille de Jean Bresson, avoué à Nérac, et de Suzanne Durban. Son grand-père Jean Durban, qui exerçait la charge d'avoué, l'éleva à la mort de ses parents. Elle épouse Armand Fallières à Nérac (Lot-et-Garonne) le 14 janvier 1868. Ils ont deux enfants, Anne-Marie Fallières (1874-1962), qui épouse en 1908, Jean Lanes, secrétaire général de la présidence de la République française et André Fallières (1875-1968).

### Épouse du président de la République

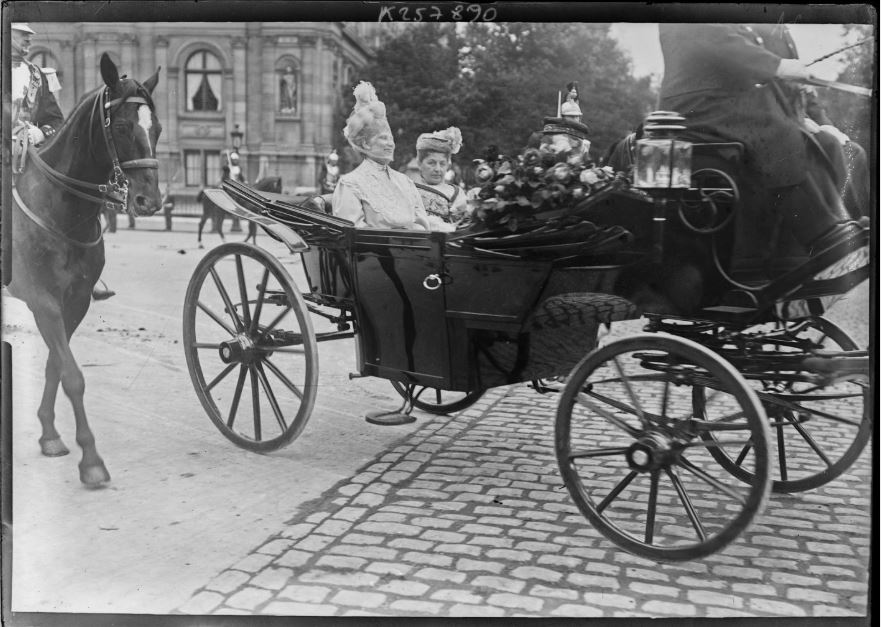
Louise, reine du Danemark et Jeanne Fallières lors de la visite en France de Frédéric VIII, roi du Danemark, en 1907.

Tout comme Marie-Louise Loubet qui l'a précédée au palais de l'Élysée, Jeanne Fallières a une bonne éducation mais n'est pas très au fait des usages de la vie mondaine qu'offre le poste de son époux. Économe, elle se fait remarquer par sa cupidité. En effet, elle revend les fruits que lui envoie le jardin du Luxembourg et tient à organiser les dîners de gala le jeudi, pour qu'à minuit, les catholiques invités ne touchent plus aux aliments à base de viande (en vertu du fait que les catholiques ne mangent que du poisson le vendredi).

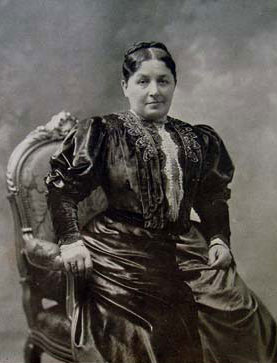
Jeanne Fallières en 1909.

Après une agression dont réchappe son mari est mise en place une sorte de service d'ordre chargé de sa protection. Elle aussi placée sous ce régime, Jeanne Fallières vitupère : « Quand j’étends mon linge dans le jardin de l’Élysée, vous n’allez tout de même pas mettre deux policiers pour m’accompagner ? ». Soucieuse de l'image que renvoie son époux auprès des Français, elle confie à un journaliste : « Pour les caricatures publiées dans la presse sur mon époux, vous ne pouvez pas faire quelque chose ? » ; lequel la rassure sur la popularité qu'a son mari en province.
Elle n'est pas heureuse à Paris et préfère son lieu de villégiature au domaine de Loupillon à Villeneuve-de-Mézin, dans le Sud-Ouest de la France.